# Cynolebias elegans
Espèce
Cynolebias elegans est une espèce de poissons de la famille des Rivulidae et de l'ordre des Cyprinodontiformes. L'espèce est native du Rio Verde Grande, dans l'État de Bahia, au Brésil.
Note : Cynolebias elegans (Ladiges, 1958) est un synonyme de Nematolebias whitei, une espèce également native du Brésil.